# James Nares
James Nares (Standwell, Middlesex, 19 d'abril de 1715 - Londres, 10 de febrer de 1783) fou un compositor i organista anglès.
Estudià amb Gates i amb Pepusch, fou segon organista de la capella de Sant Jordi de Windsor, i el 1734 se'l designà com a successor de l'organista Salisbury en la catedral de York. El 1758 passà coma organista a la Capella Reial i després succeí al seu antic professor Gates en el càrrec de director de l'escolania d'aquella capital, on tingué entre altres alumnes a Edmund Ayrton, retirant-se de les seves funcions el 1780.
Tenia el títol de doctor en música per la Universitat de Cambridge. Les composicions de Nares poc nombroses, són principalment de caràcter religiós, de les que se'n han publicat:
- Twenty Anthems in score, (Londres, 1778).
- Six easy Anthems, (Londres, 1788), obra postuma.

## Obra didàctica
- Treatise on Singing,
- Concise and easy Treatise on Singing, impresa a Londres sense data.
- Harpsichord lessons,
- Il principio or introduction to playing on the Harpsichord or Organ, imprès també a Londres,

I les obres didactic-instrumentals:
- Eight sets of lessons for the harpsichord, (Londres, 1748).
- Five lessons for the harpsichord, (Londres, 1759.

També va compondre una oda dramàtica, titulada The royal pastoral.